# ジヌー温泉
ジヌー温泉（ジヌーおんせん）は、ネパールのアンナプルナ山域近くにある温泉。

## 概要
ジヌーのロッジ(数軒あり)の立つ山の上から、10から15分ほど下った、コラ川(Mode Khola)の直ぐ側にある。コンクリート製の浴槽が2つあり。入浴の決まりは無いが、ネパールの風習に従い、水着着用の必要がある。
人が入浴していない時、付近の猿が入浴している姿を見ることもできる。

## アクセス
- ポカラから車（タクシーまたはバス）でナヤプルまたはペディへ。1時間から1時間半。そこからアンナプルナ内院方面へ山道を徒歩で、2日から4日かかる。

## 泉質
(不明)、温度30から35度程度。